# Mrs. Robinson
Mrs. Robinson je píseň amerického dua Simon & Garfunkel, vydaná v dubnu roku 1968. Byla hitem číslo 1 Billboard Hot 100 chart v USA. Píseň byla původně zkomponována jako jedna z ústředních melodií amerického filmu Absolvent z roku 1967.
Stejnojmennou českou coververzi s textem Zdeňka Borovce nazpíval v roce 1970 Václav Neckář.